# Belvès
Belvès foi uma comuna francesa na região administrativa da Nova Aquitânia, no departamento Dordonha. Estendia-se por uma área de 23,53 km². Em 2010 a comuna tinha 1 419 habitantes (densidade: 60,3 hab./km²).
Em 1 de janeiro de 2016, passou a formar parte da nova comuna de Pays-de-Belvès.
Pertence à rede das As mais belas aldeias de França.